# Игутова, Татьяна Семёновна
Татьяна Семёновна Игутова (род.24 сентября 1933 года, в деревне Мохово Болотнинский район Новосибирская область — умерла 2005 году, в селе Светлая Поляна, Новосибирская область) — свинарка совхоза «Чебулинский» Болотнинского района Новосибирской области. Герой Социалистического Труда (22.03.1966).

## Биография
В 1933 году в деревне Мохово родилась Татьяна Игутова. С началом укрупнения сельских территорий Татьяна переехала жить и работать в деревню Малиновку. В 1959 году она переселилась в село Светлая Поляна и трудоустроилась в совхоз "Чебулинский". Работала рядовой свинаркой пока не была замечена руководством фермы и переведена на работу с маточным поголовьем. В 1965 году установила рекорд по выращиванию приплода - 1471 поросёнок.
За получение высокой продуктивности в животноводстве, Указом от 22 марта 1966 года, была удостоена звания Герой Социалистического Труда и награждена Орденом Ленина и золотой медалью "Серп и Молот".
В 1975 году была удостоена Ордена Октябрьской Революции, а её имя внесено в книгу Почётных жителей Болтнинского района.
В 1981 году Татьяну Семёновну избрали делегатом XXVI съезда КПСС.
Жила на территории Болотнинского района. Умерла в 2005 году. Похоронена на сельском кладбище в Светлой Поляне.

## Награды
Имеет следующие награды:
- Герой Социалистического Труда (22.03.1966)
- Орден Ленина (22.03.1966)
- Орден Октябрьской Революции (1975)

## Память
- Татьяна Игутова прообраз героини поэмы "Татьяна" поэта-прозаика Михаила Кубышкина[2].
- В честь Татьяны Игутовой названа одна из улиц села Светлая Поляна[3].